# Julia Eichhorn
Julia Eichhorn (Sonneberg, 11 de julio de 1983) es una deportista alemana que compitió en skeleton. Ganó una medalla de bronce en el Campeonato Europeo de Skeleton de 2007.

## Palmarés internacional
| Campeonato Europeo | Campeonato Europeo   | Campeonato Europeo | Campeonato Europeo |
| Año                | Lugar                | Medalla            | Prueba             |
| ------------------ | -------------------- | ------------------ | ------------------ |
| 2007               | Königssee (Alemania) | Medalla de bronce  | Individual         |